# Gullinbursti
Gullinbursti (Złota Szczecina) – złoty odyniec, wierzchowiec boga Frejra z mitologii nordyckiej. Stworzony przez krasnoludzkich mistrzów, braci Sindriego i Brokkiego.
Jako dzik był istotą czci, symbolem płodności i wojowniczości. Znakiem rozpoznawczym Gulliburstiego jest złota szczecina, która świeciła w ciemności i nie pozwalała zagubić się jego towarzyszom nawet w największej ciemności. Potrafił latać, gnając po niebie szybciej od konia. Jest najbardziej znanym dzikiem w mitologii skandynawskiej. 
Siostra Frejra, Freja, posiadała niemal takiego samego odyńca – dzika o imieniu Hildisvíni (Bojowy Wieprz). Posiadał tak samo świecącą w ciemnościach złotą szczecinę oraz umiejętność latania. Do Freji należał także Ottar, mężczyzna zaklęty przez boginię w odyńca, będący jej kochankiem.
W licznych rytualnych obrzędach wykorzystywano krew świń i odyńców oraz ich mięso. Składano je także w ofierze bogom, przypisując im wielką moc.
Przykładowo, podczas święta Krwi (szw. Blodfest) odbywającego się co 9 lat, dla przebłagania bóstw składano ofiary z ludzi i zwierząt, m.in. z dzików.

## Różnice w wierzeniach
- W kulturze Celtów symbolika dzika była bardziej rozwinięta, niż w wierzeniach ludów skandynawskich. U Celtów świnie były bardziej wojownicze. Pojawiały się też podania o świniach, które zjedzone rano odradzały się nazajutrz i ponownie nadawały do spożycia.
- W kulturze skandynawskiej dziki są odzwierciedleniem bogiń płodności. Stąd powiązanie z Freją, Frejrem i rodem Wanów.
- W wierzeniach wikingów zaistniał swoisty podział. Za symbol wojowniczości obrali dzika, a symbolem płodności były świnie.